# Fimatex
 (juillet 2014).
Fimatex est issu d'un projet de marché à terme électronique lancé en 1987 au sein de la société FIMAT, filiale de courtage sur les marchés à terme de la Société générale.
C'est une marque commerciale de la société Boursorama.
FIMATEX signifie à l'origine FIMAT EXchange, c'est-à-dire Bourse[pas clair] ; les transactions sont gérées par GEIS (General Electric Information Services) et le système est accessible par télex, Minitel ou d'un PC équipé d'un logiciel spécial. Le projet est abandonné en 1988 car la réglementation de l'époque rend le projet non viable.
À partir de 1990, deux jeunes collaborateurs de FIMAT, Étienne Deniau et Olivier de Montety sont chargés d'étudier sur le plan technique et marketing la faisabilité d'une relance sous la forme d'un courtier électronique relié au MATIF et au MONEP. La partie télex étant supprimée, Fimatex permet à des investisseurs privés français d'intervenir en direct par Minitel sur le MATIF et le MONEP, alors que les investisseurs institutionnels internationaux se voient plutôt proposer d'utiliser les fonctions de reporting de leurs transactions.
En 1995, cette plate-forme, initialement simple département de FIMAT SNC, est transformée en maison de titres (contrôlée pour moitié par FIMAT et moitié par la Direction des Marchés de la Société générale) et lance le courtier en ligne sur valeurs mobilières, devenu Boursorama.
Dans un premier temps, seule la Bourse de Paris est proposée, sur Minitel puis Kiosque Micro et enfin sur le Web en 1998 ; les bourses européennes et enfin le Nyse et le NASDAQ sont ajoutées en 1998. Fimatex est en 1998 la première société au monde à proposer un accès temps réel mobile et transactionnel à ses clients sur une plate-forme de type WAP (avec un Palm relié au réseau avec un téléphone GSM Sagem) et commercialisé par La Boutique On-Line de Fimatex.
En 1998, Fimatex est le premier pure player online broker[Quoi ?] à atteindre la rentabilité en Europe.